# Gellért-hegyi kálvária
A Gellért-hegyi kálvária 1715-től 1951-ig létezett kálvária volt a budai Gellért-hegyen.

## Történelem
1715-ben a jezsuiták kezdeményezésére egy budai polgár emelt egyszerűbb kálváriát, fából készült feszülettel és két kőszoborral. A 18. század végére pusztulásnak indult, ezért 1795-ben Füll (Fühl) Mihály tabáni polgár gyűjtést kezdeményezett; ennek eredményeképpen legkésőbb 1818-ban már állt az új kálvária. A stációk a mai Sánc utca (korábban Stationen Gasse vagy Calvarien Gasse) és Szirtes utca vonalában helyezkedtek el. 1873-ban egy részüket festett képekkel díszítették a tabáni polgárok költségén. A kálvária szoborcsoportja egy kis barokk kápolnában állt a Citadella közelében.
A stációk egy részét az 1920-as években lebontották; az 1930-as években még három állt. A kápolna 1940-ben még a helyén volt, a második világháború bombázásaiban pusztult el, romjait véglegesen az 1950-es évek elején tüntették el. Az utolsó, még álló stációt a Szirtes út és a Számadó utca sarkán az 1951. május 1-jére virradó éjszaka bontották el.
Még az 1920-as években felmerült egy újabb kálvária gondolata (Gellért-hegyi magyar kálvária), ez azonban végül nem épült meg.